# Saint-Omer, Pas-de-Calais
Saint-Omer (nederländska: Sint-Omaars) är en kommun i departementet Pas-de-Calais i regionen Hauts-de-France i norra Frankrike. År 2022 hade Saint-Omer 14 358 invånare.

## Befolkningsutveckling
Antalet invånare i kommunen Saint-Omer
| Referens: INSEE |